# Аркос-де-ла-Фронтера
Аркос-де-ла-Фронтера (ісп. Arcos de la Frontera) — муніципалітет в Іспанії, у складі автономної спільноти Андалусія, у провінції Кадіс. Населення — 31 449 осіб (2010).
Муніципалітет розташований на відстані близько 450 км на південний захід від Мадрида, 50 км на північний схід від Кадіса.
На території муніципалітету розташовані такі населені пункти: (дані про населення за 2010 рік)
- Абраханехо: 372 особи
- Аркос-де-ла-Фронтера: 22567 осіб
- Лос-Барранкос: 2852 особи
- Консехо: 278 осіб
- Ель-Драго: 715 осіб
- Фуенсанта: 5 осіб
- Ла-Гаррапата: 247 осіб
- Ель-Гіхо: 593 особи
- Хедула: 2477 осіб
- Ла-Сьєрпе: 760 осіб
- Торонхіль: 193 особи
- Вальєхас: 380 осіб
- Ель-Юго: 10 осіб

## Демографія
Динаміка населення (INE ):

## Галерея зображень

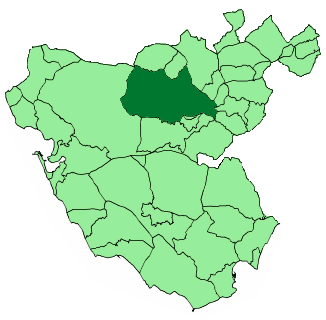
Розташування муніципалітету у провінції Кадіс
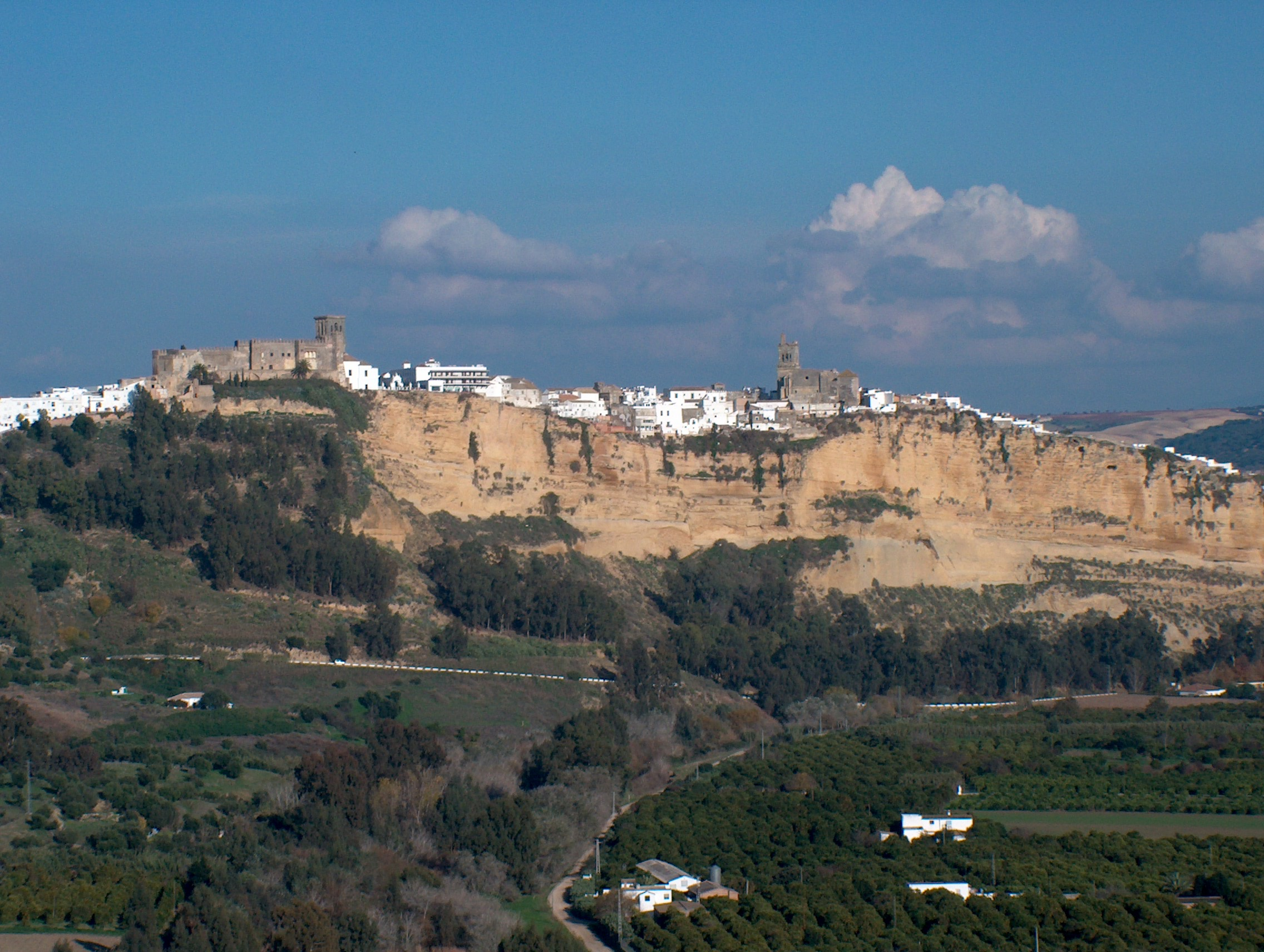
Аркос-де-ла-Фронтера
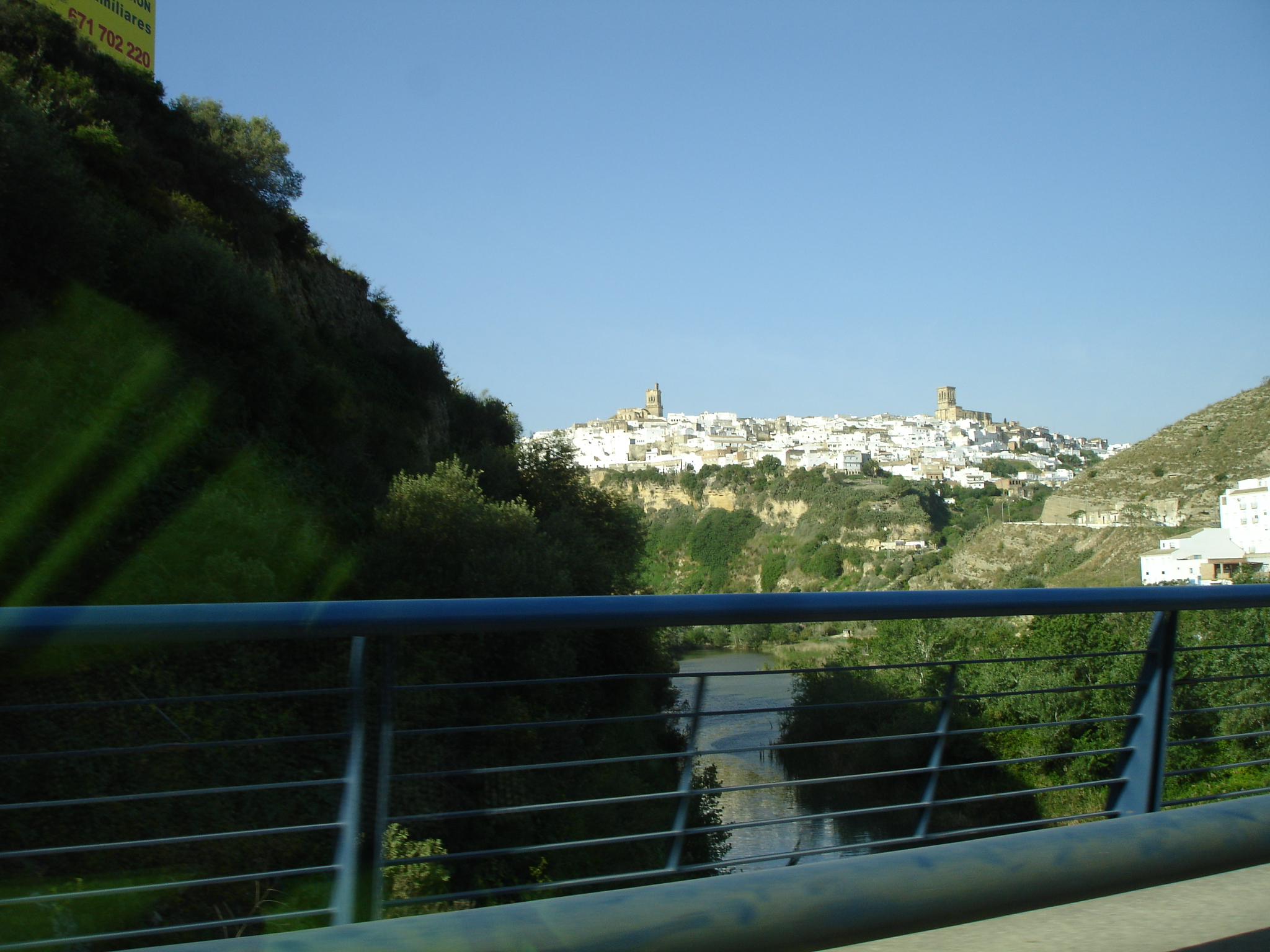
Аркос
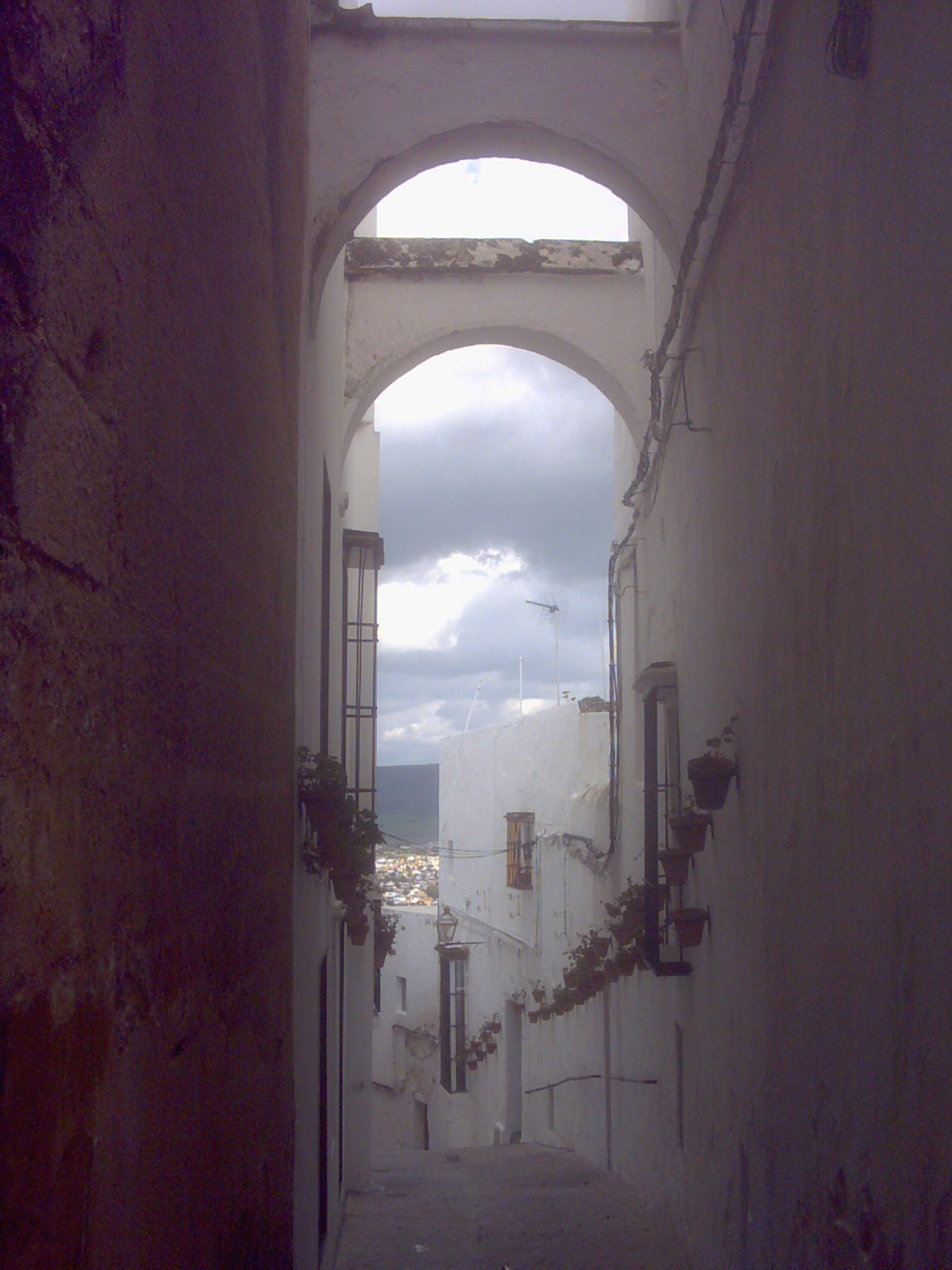
Вулиця у Аркосі
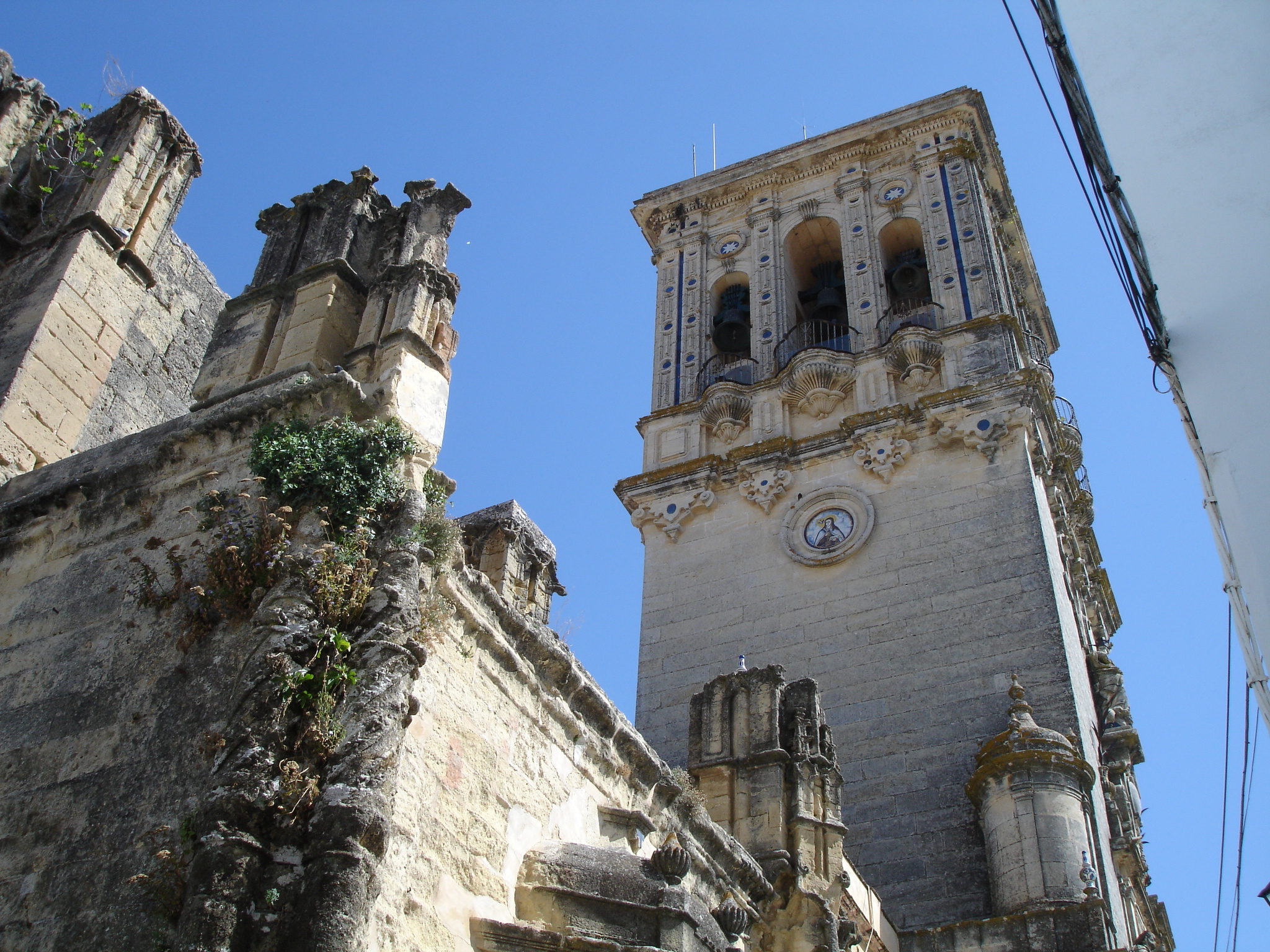
Дзвіниця парафіяльної церкви Санта-Марія-де-ла-Асунсьйон